# کینزین

انیمیشنی از «راه رفتن» کینزین بر روی یک میکروتوبول

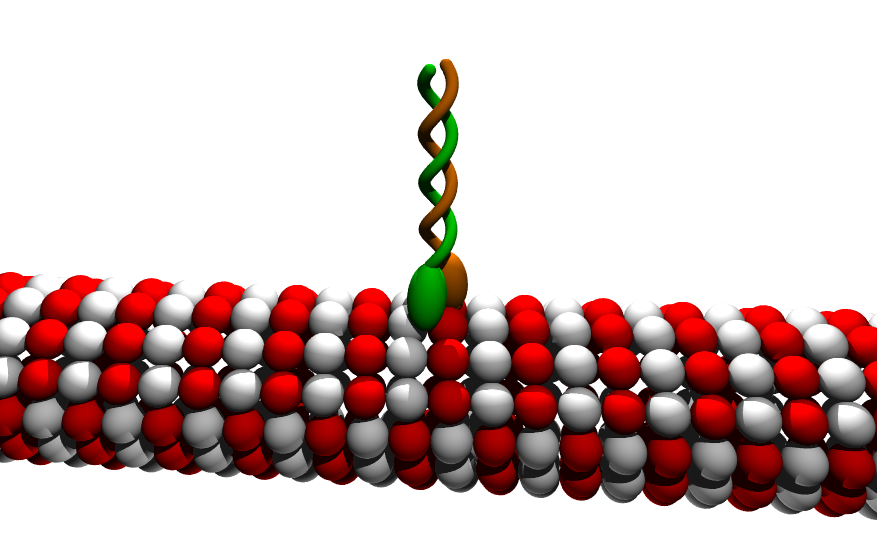
دایمر کینزین به میکروتوبول متصل شده و در طول آن حرکت می‌کنند.

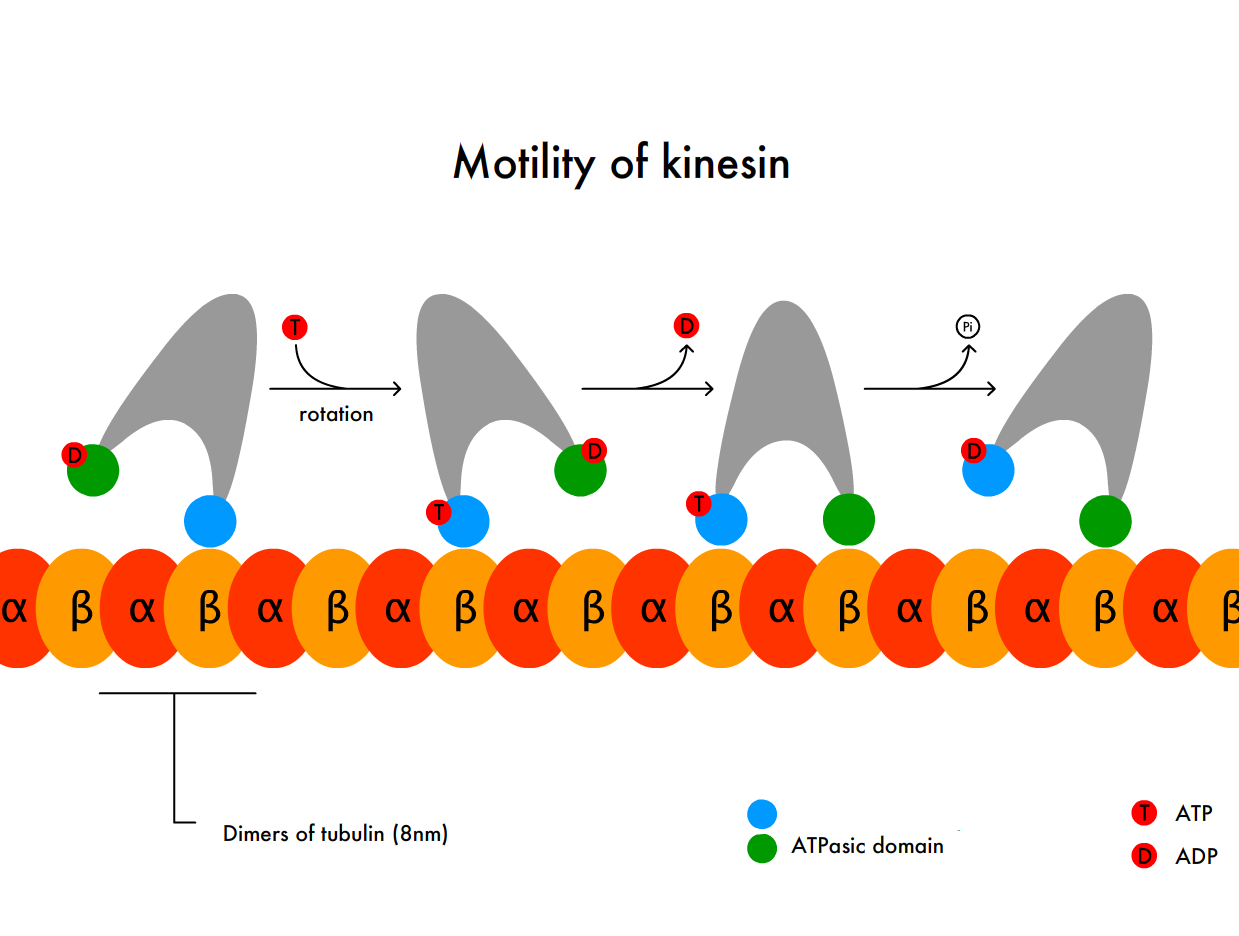
تصویری از چگونگی تحرک کینزین

کینزین (انگلیسی: Kinesin) نوعی موتور پروتئین است که در یوکاریوت‌ها دیده می‌شود.
کینزین‌ها در طول فیلامان‌های میکروتوبول‌ها حرکت می‌کنند و انرژی خود را از هیدرولیز آدنوزین تری‌فسفات (ATP) می‌گیرند. (در نتیجه، کینزین‌ها، ای‌تی‌پی‌ایز هستند). تحرک فعالانهٔ کینزین‌ها، در چندین کارکرد مهم سلولی از جمله تقسیم‌های سلولی میتوز و میوز و همچنین حمل‌ونقل برخی موارد لازم در سلول (مثلاً حمل‌ونقل آکسونی) نقش دارد. اغلب کینزین‌ها، به سمت قطب مثبت میکروتوبول حرکت می‌کنند که در بیشتر سلول‌ها بدین معناست که مواد، از مرکز سلول یه سوی محیط آن حمل می‌شود و به آن «ترابرد به‌سو» (Anterograde transport) گفته می‌شود. بالعکس؛ موتورپروتئین‌هایی موسوم به داینئین‌ها، به سمت قطب منفی میکروتوبول‌ها (از محیط به مرکز) حرکت می‌کنند که بدان «ترابرد واسو» (Retrograde transport) می‌گویند.

## بیشتر بخوانید
- Lawrence CJ, Dawe RK, Christie KR, Cleveland DW, Dawson SC, Endow SA, Goldstein LS, Goodson HV, Hirokawa N, Howard J, Malmberg RL, McIntosh JR, Miki H, Mitchison TJ, Okada Y, Reddy AS, Saxton WM, Schliwa M, Scholey JM, Vale RD, Walczak CE, Wordeman L (October 2004). "A standardized kinesin nomenclature". J. Cell Biol. 167 (1): 19–22. doi:10.1083/jcb.200408113. PMC 2041940. PMID 15479732.